# Goodenia byrnesii
Goodenia byrnesii är en tvåhjärtbladig växtart som beskrevs av R. Carolin. Goodenia byrnesii ingår i släktet Goodenia och familjen Goodeniaceae. Inga underarter finns listade i Catalogue of Life.